# میمون شنل‌پوش تنومند
میمون شنل‌پوش تنومند (نام علمی: Sapajus) نام یک سرده از زیرخانواده میمون‌های شنل‌پوش است.